# Jo Manix
 (octobre 2018).
Si vous disposez d'ouvrages ou d'articles de référence ou si vous connaissez des sites web de qualité traitant du thème abordé ici, merci de compléter l'article en donnant les références utiles à sa vérifiabilité et en les liant à la section « Notes et références ».
Joëlle Guillevic, dite Jo Manix, née le 17 avril 1966 à Carvin (Pas-de-Calais) et morte le 17 septembre 2001 à Rennes, est une autrice de bande dessinée française.

## Biographie
Fondatrice du fanzine Simo avec Nyls O. et Fil-Hyp, elle y écrivait les aventures de Mimi et Josette, tout en éditant les Jo Manix Sketch books, des carnets autobiographiques. Dans ses deux derniers sketch books, elle raconte sa lutte contre le cancer.
Les éditions FLBLB ont sorti la réédition complète de son journal.

### Famille
Joëlle est la benjamine d'une famille de huit enfants, dont un frère, Jean-Pol, né en 1960, mort prématurément à l'âge de 25 ans (suicide), en 1985, et six sœurs, Anne-Marie (1950), Thérèse (1951), Jeanne-Marie (1952), Marie-Hélène (1954), Marie-Sylvie (1956) et Maryvonne (1962). C'est en 1967 que ses parents décident de migrer à L'Hermitage en Bretagne, son père ayant pris une activité de représentant sur la région ouest. Jean, son père, est décédé en 2004, après Joëlle, de la maladie d'Alzheimer.

## Œuvres
- Le Journal de Jo Manix, t. 1 : Mars 1994 - Juillet 1995, Poitiers, France, Éditions FLBLB, 2009, 112 p. (ISBN 978-2-914553-36-0, BNF 42073030)
- Le Journal de Jo Manix, t. 2 : Mai 1996 - Mai 2001, Poitiers, France, Éditions FLBLB, 2015, 201 p. (ISBN 978-2-35761-083-5, BNF 44390991)